# 王定一 (1904年)
王定一（1904年—1941年），原名泽生，侗族。贵州锦屏三江镇城关人，中国共产党早期领导人。

## 生平
1922年，入贵州省立师范学校读书时，受到革命思想的影响。1926年赴广州，参加毛泽东主办的农民运动讲习所学习革命理论。后赴贵阳寻找革命同志，开展革命活动。1934年遭贵州通缉，至四川成都加入中国共产党。次年被捕入狱，经营救获释，旋回锦屏深入农村，创办贫民子弟小学。后到贵阳创办平民通讯社，继到云南蒙自县草坝办乡村教育，不久返回贵阳。1941年6月，被国民政府逮捕处决。